# 松本尚
松本 尚（まつもと ひさし、1962年〈昭和37年〉6月3日 - ）は、日本の政治家、医師、博士（医学）。自由民主党所属の衆議院議員（2期）、外務大臣政務官。元防衛大臣政務官。
日本医科大学特任教授。専門は救急医学、外傷外科学、消化器外科学、災害医学。
日本医科大学千葉北総病院でフライトドクターを務め、日本でのドクターヘリによる病院前救急診療の第一人者。英国アングリア・ラスキン大学MBA保持。

## 略歴
- 金沢大学附属幼稚園、金沢大学附属小学校、金沢大学附属中学校、金沢大学附属高等学校卒業[3]。
- 1987年 - 金沢大学医学部医学科卒業[4]
- 1987年 - 金沢大学医学部第2外科学教室入局後、金沢大学医学部附属病院、黒部市民病院、富山県立中央病院、国立金沢病院に外科医として勤務 [5]。
- 1992年 - 金沢大学附属病院救急部・集中治療部助手[5]
- 1995年4月 - 日本医科大学救急医学教室助手、日本医科大学付属病院高度救命救急センター[5]
- 1996年4月 - 恵寿総合病院救急部副部長[4]
- 1997年4月 - 金沢大学附属病院救急部・集中治療部助手[4]
- 1999年4月 - 金沢大学附属病院救急部・集中治療部講師[4]
- 2000年4月 - 日本医科大学医学部救急医学教室助手、日本医科大学千葉北総病院救命救急センター医員[4]
- 2004年4月 - 日本医科大学医学部救急医学教室講師、日本医科大学千葉北総病院救命救急センター[4]
- 2008年10月 - 日本医科大学医学部救急医学教室准教授、日本医科大学千葉北総病院救命救急センター[4]
- 2014年4月 - 日本医科大学医学部救急医学教室教授、日本医科大学千葉北総病院救命救急センター部長[4]
- 2016年4月 - 日本医科大学医学部救急医学教室教授、日本医科大学千葉北総病院副院長・救命救急センター部長[6]
- 2021年4月21日 - 自由民主党千葉県連が松本を千葉県第13区支部長に内定[7]。
- 2021年6月 - 日本医科大学を退職[8]
- 2021年7月 - 日本医科大学特任教授[9]
- 2021年10月31日 - 第49回衆議院議員選挙において初当選[10]。
- 2023年9月 - 第2次岸田第2次改造内閣にて防衛大臣政務官に就任[注 1]。
- 2024年10月27日 - 第50回衆議院議員選挙において2選[14]。
- 2024年11月13日 - 第2次石破内閣にて外務大臣政務官に就任[15]。

## テレビ出演
- 2006年2月27日：アンテナ22「巨大病院…命の闘い。熱血!救命医師24時」（日本テレビ）
- 2007年3月20日：NEWS ZERO「密着!命の最前線 空飛ぶ救命治療室"ドクターヘリ"」（日本テレビ）
- 2009年9月8日：プロフェッショナル 仕事の流儀「ドクターヘリ、攻めの医療で命を救え」（NHK総合テレビジョン）
- 2010年9月28日：日経スペシャル ガイアの夜明け「急患を断るな！ 救急医療に新たな光」（テレビ東京）
- 2011年5月23日：ディープピープル「フライトドクター」（NHK総合テレビジョン）
- 2013年
  - 4月12日：未来シアター「救急外傷外科医 松本 尚」（日本テレビ）
  - 4月24日：学ぼうBOSAI「フライトドクター松本尚」（NHK総合テレビジョン）
- 2014年5月27日・6月3日・6月10日・6月17日：応援ドキュメント 明日はどっちだ（NHK総合テレビジョン）

## 医療監修
- 2008年、2010年 『コード・ブルー -ドクターヘリ緊急救命-』（フジテレビ）
- 2012年 『ゴルゴ13』191巻 1万キロの狙撃
- 2020年 『アンサング・シンデレラ 病院薬剤師の処方箋』（フジテレビ）
- 2021年 『イチケイのカラス』（フジテレビ）

## 著作物

### 共著
- 2008年 - 『メディカルコントロールの過去・現在・未来』 永井書店 ISBN 978-4-8159-1821-7
- 2009年 - 『救急活動コミュニケーションスキル』 メディカルサイエンス社 ISBN 978-4-903843-06-3
- 2009年 - 『写真でわかる外傷基本手技』 インターメディカ ISBN 978-4-89996-239-7

### 博士論文
- 1994年 - 松本尚「逆流によるラット胃癌発生に関する研究 : 胃・十二指腸液の変異原性について」金沢大学 博士論文 (医学)、乙第1386号、1994年、NAID 500000124148、NDLJP:3104091。

## 選挙
| 当落 | 選挙                   | 執行日         | 年齢 | 選挙区       | 政党       | 得票数    | 得票率 | 定数 | 得票順位 /候補者数 | 政党内比例順位 /政党当選者数 |
| ---- | ---------------------- | -------------- | ---- | ------------ | ---------- | --------- | ------ | ---- | ------------------ | ---------------------------- |
| 当   | 第49回衆議院議員総選挙 | 2021年10月31日 | 59   | 千葉県第13区 | 自由民主党 | 10万227票 | 45.07% | 1    | 1/3                | /                            |
| 当   | 第50回衆議院議員総選挙 | 2024年10月27日 | 62   | 千葉県第13区 | 自由民主党 | 9万6024票 | 43.77% | 1    | 1/4                | /                            |